# Olympische Sommerspiele 2000/Teilnehmer (Mauretanien)
| Gelbes Symbol für Goldmedaillen mit stilisierten Olympischen Ringen | Graues Symbol für Silbermedaillen mit stilisierten Olympischen Ringen | Braundes Symbol für Bronzemedaillen mit stilisierten Olympischen Ringen |
| ------------------------------------------------------------------- | --------------------------------------------------------------------- | ----------------------------------------------------------------------- |
| —                                                                   | —                                                                     | —                                                                       |

Mauretanien nahm an den Olympischen Sommerspielen 2000 in der australischen Metropole Sydney mit zwei Athleten, eine Frau und ein Mann, in einer Sportart teil.
Seit 1984 war es die fünfte Teilnahme Mauretaniens an Olympischen Sommerspielen.

## Flaggenträger
Der 1500-Meter-Läufer Sidi Mohamed Ould Bidjel trug die Flagge Mauretaniens während der Eröffnungsfeier im Stadium Australia.

## Teilnehmer nach Sportarten

### Leichtathletik
Frauen
- Fatou Dieng
100 Meter: ausgeschieden in Runde eins – Lauf sieben, 13,69 Sekunden (Rang neun)

Männer
- Sidi Mohamed Ould Bidjel
1500 Meter: ausgeschieden in Runde eins – Lauf drei, 4:03,74 Minuten (Rang 14)